# S/2004 S 7
S/2004 S 7 es un satélite natural de Saturno. Su descubrimiento fue anunciado por Scott S. Sheppard, David C. Jewitt, Jan Kleyna y Brian G. Marsden el 4 de mayo de 2005, a partir de observaciones tomadas entre el 12 de diciembre de 2004 y el 8 de marzo de 2005.
S/2004 S 7 tiene alrededor de 6 kilómetros de diámetro y orbita Saturno a una distancia media de 20.999.000 kilómetros en 1140,24 días, con una inclinación orbital de 166° con respecto a la eclíptica y una inclinación similar respecto al ecuador de Saturno, en sentido retrógrado y con una excentricidad orbital de 0,5299.